# Saichania chulsanensis
Saichania (il cui nome in mongolo significa "bello") è un genere estinto di dinosauro ankylosauride vissuto nel Cretaceo superiore, circa 75-70 milioni di anni fa (Campaniano-Maastrichtiano), in Mongolia e Cina.
I primi fossili di Saichania furono ritrovati nel 1970, in Mongolia. Nel 1977, fu descritta la specie tipo: Saichania chulsanensis. La descrizione di questa specie si basa su materiale fossile piuttosto limitato; in particolare la parte posteriore dell'animale è pressoché sconosciuta.
Il Saichania era lungo oltre cinque metri e pesava oltre due tonnellate. Rispetto agli altri ankylosauridi era molto più robusto, infatti, le vertebre del collo, il cingolo scapolare, le costole e lo sterno erano fuse e/o collegate saldamente. Il corpo era piatto e largo, e le gambe erano piuttosto corte ma robuste, soprattutto gli arti anteriori. La testa era protetta da un'armatura ossea bulbosa, mentre la coda era provvista di una mazza ossea con cui l'animale avrebbe potuto difendersi da predatori come il Tarbosaurus, mentre il dorso e i fianchi erano protetti da spessi osteodermi appuntiti. Il largo becco del Saichania era perfetto per raccogliere e strappare la vegetazione del suo habitat desertico.

## Un corpo corazzato
Il corpo tozzo e ricoperto di placche simili a scudi, unitamente alla coda munita di una sorta di clava, lo qualificano come un dinosauro appartenente agli anchilosauridi. Questo grosso erbivoro, lungo circa sette metri e dalla corporatura decisamente robusta, è conosciuto principalmente per uno scheletro quasi completo comprendente un cranio eccezionalmente conservato, in cui sono preservate complicate strutture cave al suo interno. Forse queste strutture erano passaggi d'aria per raffreddare la temperatura corporea, dal momento che il saicania probabilmente viveva in un ambiente semidesertico. Con il largo becco, questo dinosauro strappava la bassa vegetazione in compagnia di altri erbivori corazzati come Pinacosaurus. Si ritiene che questo anchilosauride fosse una via di mezzo tra forme arcaiche (quali Talarurus e, appunto, Pinacosaurus) dell'Asia e le forme americane più evolute, come Euoplocephalus e Ankylosaurus. Il nome Saichania deriva da una parola mongola, saikhan,  che significa "bello", in relazione alla qualità del ritrovamento.